# Gerber Peak
Gerber Peak är en bergstopp i Antarktis. Den ligger i Västantarktis. Argentina, Chile och Storbritannien gör anspråk på området. Toppen på Gerber Peak är 762 meter över havet, eller 7 meter över den omgivande terrängen. Bredden vid basen är 0,32 km.
Terrängen runt Gerber Peak är kuperad åt nordväst, men åt sydost är den bergig. Havet är nära Gerber Peak norrut. Trakten är obefolkad. Det finns inga samhällen i närheten.